# DR 6.0
La DR 6.0 è un'autovettura di tipo SUV di segmento C commercializzato dalla casa automobilistica italiana DR Automobiles a partire dal 2022.
Nella gamma del marchio molisano, il SUV 6.0 (chiamato con lo slogan voyager SUV) è collocato in una fascia di mercato a metà tra la F35, che inizialmente affianca per poi sostituirla, e la 7.0 (di fatto, la sua versione a sette posti).

## Il contesto

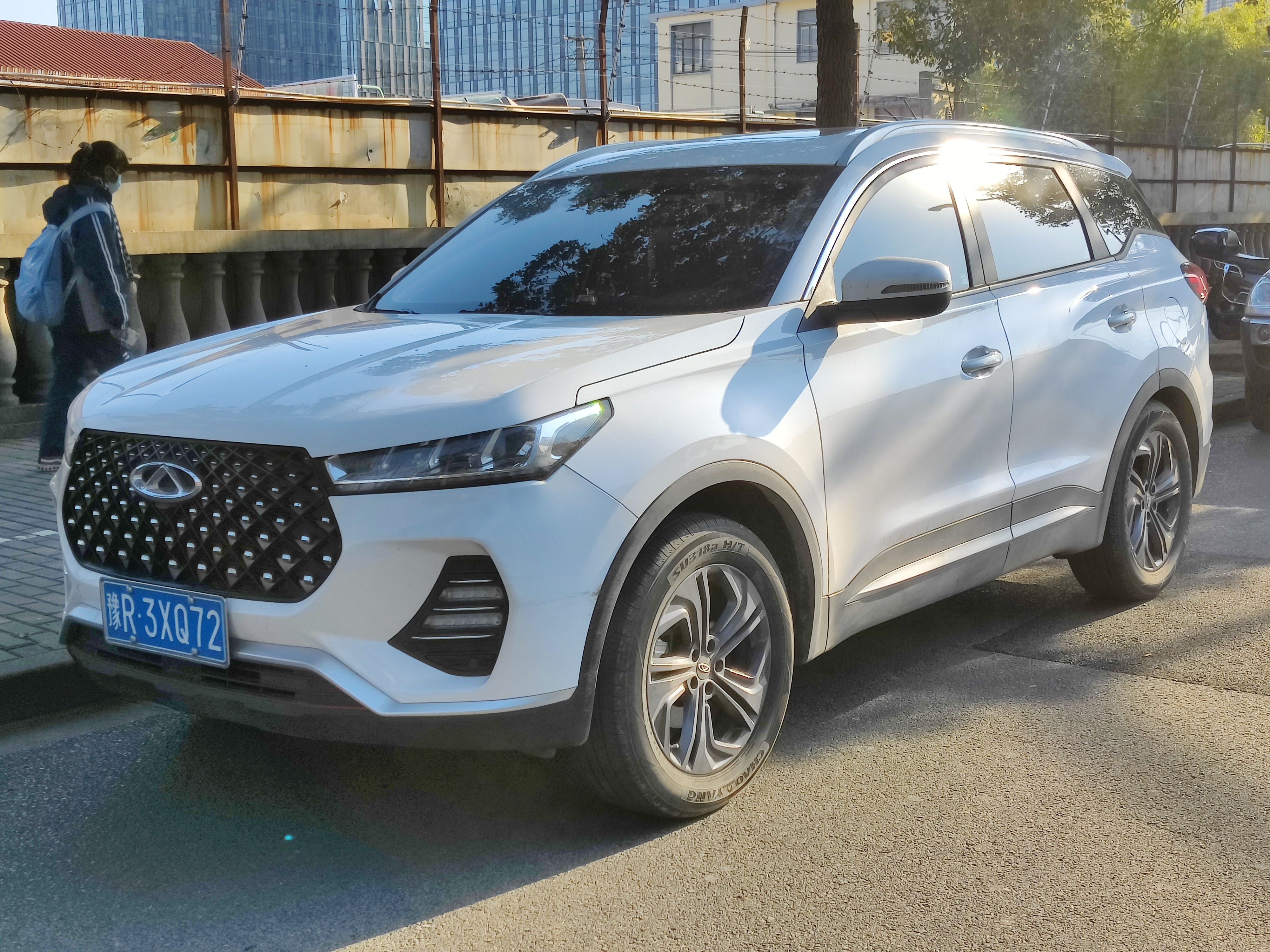
Il SUV Chery Tiggo 7 Plus, veicolo da cui deriva il DR 6.0

Il SUV compatto DR 6.0 è stato lanciato nel mese di aprile del 2022, collocandosi subito al vertice della gamma per via delle sue dimensioni, delle sue dotazioni e del prezzo. Il veicolo sostituisce la DR 6, che ha abbandonato i listini DR nel 2020 per passare al marchio low-cost EVO.
Il DR 6.0 deriva dal SUV cinese Chery Tiggo 7 Plus e differisce dal veicolo originale per la calandra diversa (dotata del logo della casa molisana posto come da tradizione sul lato sinistro della calandra, e colorata in nero lucido), per una banda adesiva nera al di sopra dei fari anteriori, per le prese d'aria del paraurti frontale più vistose, per i loghi differenti (in particolare, quello posteriore è asimmetrico al pari di quello anteriore), per i fari posteriori (dotati, al contrario del veicolo di derivazione, di una striscia continua a LED) e per le ovvie personalizzazioni (colori, cerchi in lega, sellerie).
Il veicolo è commercializzato a partire dal mese di aprile del 2022 in un unico allestimento e con un solo motore: un 1.5 turbocompresso a benzina omologato Euro 6D di produzione Acteco, disponibile anche con impianto a GPL. L'unico cambio disponibile è un automatico a variazione continua di rapporto in grado di simulare 9 rapporti: è la prima volta nella storia DR che un veicolo è lanciato solo ed esclusivamente con cambio automatico. Oltre alle formule di acquisto tradizionali, DR offre anche la possibilità di acquistare e anche noleggiare i suoi veicoli con finanziamenti FCA Bank.

## Motori e allestimenti
L'unico motore disponibile per il Dr 6.0 è un motore a benzina turbocompresso 1.5 che eroga 114 Kw/154 CV a 5500 giri/min, abbinato solo ad un cambio automatico CVT in grado di simulare 9 rapporti. Il veicolo è disponibile solo con la trazione anteriore. Nel caso in cui il motore è dotato di impianto a GPL o a metano, la potenza scende a 110 Kw/149Cv a 5900 giri/min. Sia in versione benzina che in versione bi-fuel benzina-GPL, il Dr 6.0 raggiunge la velocità massima di 186 km/h. Il motore è prodotto da Acteco, la filiale di Chery incaricata alla produzione dei motori e delle trasmissioni.
Al debutto è disponibile un solo allestimento, dotato di: 6 airbag, ABS, ESP, cruise control, strumentazione LCD da 7 pollici, tetto panoramico, sistema multimediale da 12,3 pollici con navigatore e connettività Apple CarPlay/Android Auto, sensori di parcheggio, telecamere a 360°, caricatore wireless per il cellulare, fari full LED, sistema di accensione e avviamento della vettura senza chiavi, clima automatico a due zone, sedili in ecopelle e cerchi in lega da 19 pollici.

## Evoluzione
Alcuni mesi dopo il lancio, le dotazioni del DR 6.0 si arricchiscono con l'aggiunta nella dotazione di serie dei sedili riscaldabili. 
Nel 2023, invece, fa il suo debutto la versione con cambio manuale, che mantiene lo stesso motore della versione CVT ma è dotata di un cambio manuale a 6 rapporti. Le dotazioni restano invariate, fatta eccezione per l'abbandono della basetta per la ricarica wireless.